# 伏爾加格勒水庫
伏爾加格勒水庫是俄羅斯的水庫，位於伏爾加格勒州和薩拉托夫州，沿岸城市包括萨拉托夫、恩格斯、卡梅申和伏尔加斯基。
伏爾加格勒水庫在1958至1961年因烏格里奇興建伏爾加水電站的水壩形成，沿河延伸长度540公里，最宽处17公里，面積3,117平方公里，平均深度10.1米，水庫库容315亿立方米，有效库容87亿立方米。其功能除了发电外，还有调节径流、航运、灌溉、渔业、城市供水等。